# Terpios lendenfeldi
Terpios lendenfeldi är en svampdjursart som beskrevs av Keller 1891. Terpios lendenfeldi ingår i släktet Terpios och familjen Suberitidae.
Artens utbredningsområde är havet utanför Eritrea. Inga underarter finns listade i Catalogue of Life.